# Lingue germaniche del Mare del Nord
Le lingue germaniche del Mare del Nord, note anche come lingue ingevoniche, sono un ipotetico gruppo di antichi dialetti germanici occidentali che sarebbero i principali antenati diretti delle attuali lingue anglo-frisoni e delle lingue basso-tedesche, nonché un importante substrato dei dialetti jutlandici e della lingua olandese.
Questo raggruppamento linguistico fu proposto nel 1942 dal linguista e filologo tedesco Friedrich Maurer come alternativa al rigido modello ad albero, divenuto popolare grazie al lavoro del linguista ottocentesco August Schleicher, che presupponeva l'esistenza di uno speciale gruppo anglo-frisone separatosi indipendentemente da un comune "proto-germanico occidentale". Gli altri raggruppamento proposti da Maurer sono il germanico del Reno-Weser (o istevonico), antenato delle lingue basso-franconi, e il germanico dell'Elba (o erminonico), antenato delle lingue alto-tedesche.

## Nomenclatura
I nomi più utilizzati per indicare questo gruppo linguistico sono ingevonico e germanico del Mare del Nord, usati in maniera sostanzialmente intercambiabile. Vari altri nomi sono stati proposti, tra cui germanico nordoccidentale, germanico costiero e germanico occidentale costiero. Nessuno di essi è tuttavia ampiamente impiegato, specialmente germanico nordoccidentale, considerato troppo ambiguo, dato che il medesimo termine viene anche utilizzato per gli ipotetici cladi formati dal germanico occidentale con il germanico settentrionale o dal germanico settentrionale con lo stesso germanico del Mare del Nord.

### Ingevonico
Il termine ingevonico deriva dal nome degli Ingevoni (in latino: Ingaevones), uno dei raggruppamenti linguistico-culturali di tribù germaniche occidentali menzionati da Tacito, che li descrisse come abitanti lungo le coste del Mare del Nord. Plinio il Vecchio specificò che tra le tribù comprese in questo gruppo figuravano i Cimbri, i Teutoni e Cauci.
Fu introdotto nel mondo della linguistica per descrivere quelle caratteristiche presenti anche al di fuori delle lingue angliche e delle lingue frisoni e per le quali il termine anglo-frisone non era quindi più sufficiente. Si ritiene, tuttavia, che gli antichi Ingevoni, tra cui Angli, Frisi e Sassoni, non parlassero una singola proto-lingua monolitica, ma piuttosto un insieme di dialetti affini che subirono una serie di cambiamenti areali in relativa contemporaneità.
Per questo motivo l'uso del termine ingevonico è stato spesso criticato, poiché sottintende il coinvolgimento nel gruppo linguistico anche degli Ingevoni tacitiani, della cui lingua non abbiamo alcuna testimonianza che ne permetta una classificazione esatta.

### Germanico del Mare del Nord
Per evitare questa serie di implicazioni, esiste nel mondo della linguistica una tendenza a rimpiazzare nella tassonomia i nomi che fanno riferimento tribù o popoli antichi con nomi che ne fanno a meno, come quelli basati sulla geografia. Nel caso del termine ingevonico, la denominazione germanico del Mare del Nord ha iniziato a essere preferita, proposta per la prima volta da Friedrich Maurer.
Tuttavia anche i termini su base geografica non sono senza controversie. Alcuni linguisti ritengono infatti il legame al Mare del Nord fuorviante, poiché alcuni dei tratti di questo gruppo si possono riscontrare anche a diversa distanza dal mare stesso, nell'entroterra olandese e tedesco. Inoltre il termine germanico del Mare del Nord viene considerato poco flessibile, a differenza di ingevonico, per la creazione di termini derivati, motivo per cui le caratteristiche di questo gruppo linguistico vengono ancora definite ingevonismi anziché germanismi del Mare del Nord.

## Caratteristiche
I cambiamenti che caratterizzano il germanico del Mare del Nord, noti come ingevonismi, possono in generale essere divisi in due gruppi: quelli antecedenti alla separazione dal proto-germanico nordoccidentale (ingevonico A) e quelli successivi (ingevonico B).
Alcuni dei cambiamenti dell'ingevonico B riscontrati nelle fasi antiche di frisone (FA), inglese (IA) e sassone (SA) sono:
- Legge delle spiranti nasali ingevoniche: caduta delle consonanti nasali davanti a fricativa con conseguente nasalizzazione o allungamento di compenso della vocale precedente.[10]
- Perdita dei pronomi riflessivi della terza persona.[11]
- Perdita di distinzione tra le forme plurali dei verbi: *habją̄þ "hanno" ha preso il posto anche di *habjum "abbiamo" e *habēþ "avete".[12]
- Palatalizzazione delle consonanti velari davanti a vocali anteriori.[13]
- Riduzione a quattro del numero di vocali non accentate:  /i~e/, /æ/, /ɑ/ e /o~u/, tutte brevi.[14]
- Mancanza di apofonia in i nel plurare dei temi in s/z.[14]
- Sviluppo dei verbi deboli della III classe in una classe vestigiale di soli quattro verbi (*sagjan "dire", *hugjan "pensare", *habjan "avere", *libjan "vivere")
- Trasformazione della desinenza *-ōn dei verbi deboli della II classe in *-ōjan: *makōn "fare" diventa *makōjan[15]
- Sviluppo della desinenza plurale *-ōs nei sostantivi con tema in a.[16]
- Sviluppo di numerosi neologismi, come *nigun al posto di *newun per "nove" o come *laisi al posto di *minni per "meno" (avverbio).[17]

Alcuni dei cambiamenti dell'ingevonico A, condivisi anche con l'antico norreno (NA), sono:
- Riduzione a -um/-un dei dativi plurali e delle prime persone plurali in numerosi paradigmi.
- Eliminazione del tema debole -in- nei paradigmi dei nomi con tema in n.
- Accorciamento dei dativi singolari di pronomi e aggettivi non femminili: cfr. NA þeim, IA þǣm~þām, FA thām, and SA thēm vs. gotico þamma e alto tedesco antico dëmu, dëmo, thëmu e thëmo.

## Lingue appartenenti
Secondo il consenso attuale, basato sulle tesi di Maurer, le lingue germaniche del Mare del Nord comprendono il frisone antico, l'inglese antico e il sassone antico, nonché tutte le lingue loro discendenti.
- lingue germaniche del Mare del NordDistribuzione delle lingue germaniche occidentali attorno al 580: in giallo e arancione i dialetti delle lingue germaniche del Mare del Nord
  - lingue anglo-frisoni
    - lingua inglese antica†
      - lingue angliche
        - lingua inglese
        - lingua scots

    - lingua frisone antica†
      - lingue frisoni
        - lingua frisone occidentale
        - lingua frisone orientale
          - lingua frisone di Saterland

        - lingua frisone settentrionale

  - lingua sassone antica†
    - lingua basso-tedesca

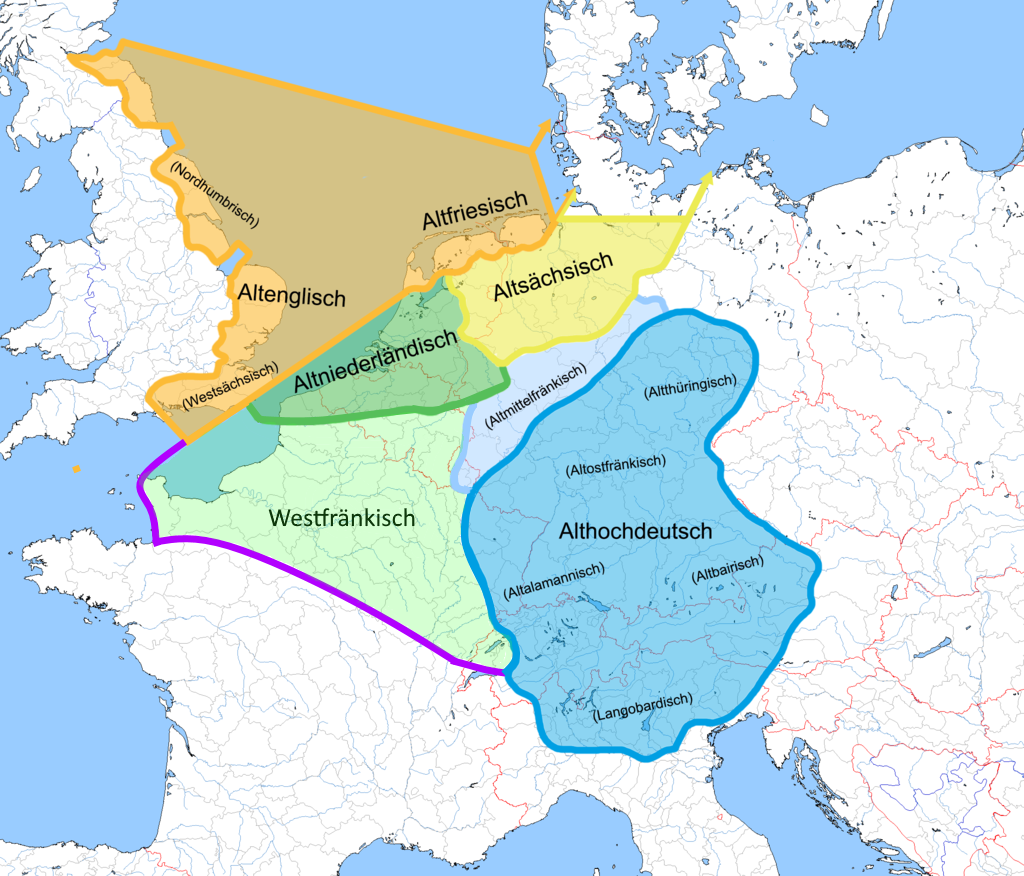
Distribuzione delle lingue germaniche occidentali attorno al 580: in giallo e arancione i dialetti delle lingue germaniche del Mare del Nord

Sebbene la lingua sassone esibisse nella sua fase più antica tutte le caratteristiche tipiche del germanico del Mare del Nord, essa finì precocemente sotto l'influenza prima del francone (dopo che i Sassoni furono conquistati da Carlo Magno nelle guerre sassoni) e poi dell'alto tedesco (sotto il Sacro Romano Impero), perdendo molti degli ingevonismi ereditati.
Diversi tratti ingevonici, tra cui la perdita dei pronomi riflessivi (sebbene poi riacquisiti tramite prestito) e i quattri verbi residuali della III classe, possono essere riscontrati anche nella lingua olandese, la quale tuttavia non ha subito la legge delle spiranti nasali (tranne che in alcune parole), ha mantenuto distinte le forme plurali dei verbi (per poi fonderle a sua volta, in maniera però non correlata all'ingevonico) ed esibisce il plurale in -s solo in un numero limitato di parole. Questi ingevonismi parziali sono l'effetto di un forte sostrato ingevonico, in parte di origine frisone e in parte di origine non frisone.
Anche i dialetti alemanni condividono alcune caratteristiche con le lingue germaniche del Mare del Nord, come la fusione delle forme plurali dei verbi (svevo: mir machet, ihr machet, se/die machet , rispettivamente "facciamo", "fate", "fanno"). Esistono varie ipotesi che tentano di spiegare questi tratti comuni (vedi sezione sottostante).

## Interpretazioni alternative
Il dibattito attorno al germanico del Mare del Nord, alla sua classificazione e alle lingue che lo compongono è complicato da numerose teorie divergenti associate agli Ingevoni e ai loro dialetti.
Per esempio, per spiegare alcune ingevonismi nell'alemanno, nel 1924 il linguista tedesco Ferdinand Wrede propose una teoria secondo la quale le aree linguistiche del basso tedesco e dell'alto tedesco formassero in origine un'unica area con caratteristiche comuni (secondo questa teoria quindi l'"ingevonico" coincideva con il "germanico occidentale" nella sua interezza). Fu poi la migrazione dei Goti a spezzare la continuità tra il nord e il sud e a separare le due aree durante le invasioni barbariche. L'alto tedesco sarebbe quindi un gruppo ingevonico "gotizzato". Questa teoria è tuttavia considerata estremamente lacunosa ed è generalmente respinta dalla comunità linguistica.
Il linguista olandese Moritz Schönfeld, al contrario, utilizza il termine "ingevonico" in maniera molto più cauta. Per lui, il termine è semplicemente una flessibile etichetta dialettologica per alcuni complessi di isoglosse mobili e fenomeni linguistici avvenuti lungo la costa, senza alcuna connessione con tribù antiche o cladi linguistici e senza precise delimitazioni nello spazio e nel tempo.